# Décodeur TNT
Le tuner TNT ou adaptateur TNT ou décodeur TNT est un récepteur démodulateur (tuner) pour la réception des signaux de télévision hertziens numériques diffusés par les émetteurs de télévision terrestres. Ce mode de transmission est plus fréquemment désigné par le terme TNT.

## Dénomination
Pour un article plus général, voir tuner.
Le décodeur est aussi connu sous les noms de démodulateur et de terminal TNT. Il est équipé d'un syntoniseur VHF et UHF devant être connecté à une antenne extérieure de type râteau, ou intérieure, éventuellement amplifiée.
Ce type d'équipement de réception numérique terrestre tend aussi à s'apparenter à un démultiplexeur, dans la mesure où il intègre à la fois une fonction de démodulation et une fonction de décodage numérique. Par rapport au récepteur satellite, le récepteur TNT est équipé d'un démodulateur ou tuner VHF-III / UHF. La partie logicielle est quasi identique exception faite du traitement des signaux démodulés, car le codage de ces signaux est différent.

## Connexions analogiques et numériques
- Les signaux analogiques sont principalement sous forme composite via la connectique RCA ou Péritélévision, Y/C via la connectique S-Vidéo ushiden ou Péritélévision, RVB via la connectique péritel ou encore YUV analogique via RCA ou Péritélévision, cette dernières connectique pouvant véhiculer des signaux HD.
- Les signaux numériques et TVHD exploitent des sorties DVI ou HDMI, pouvant procurer une image TVHD de format 1 920 × 1 080 ou 1 280 × 720 par un débit de 8 ou 9 Mbit/s.

## Utilisation
Le décodeur se situe généralement dans un boitier qui se connecte sur l'arrivée de l'antenne individuelle ou collective, et parfois sur l'antenne d'intérieur. Il permet de sélectionner les chaînes claires ou cryptées alors en MPEG-4 dans une modulation QAM particulière. Pour les chaînes payantes, les modalités du contrôle d'accès ne sont pas connues (simulcrypt ou multicrypt). Certains fournisseurs d'accès internet ou câblo-opérateurs proposent les chaînes de la TNT dans leur offre.
L'adaptateur doit pouvoir être mis à jour par voie des airs (ondes hertziennes) ou par voie filaire (internet). L'adaptateur simple ne permet que de suivre et d'enregistrer une seule chaîne simultanément alors que celui équipé d'un double tuner permet de faire les deux différemment.
Le décodeur TNT peut aussi être intégré dans une carte télé.